# Chiesa di Sant'Angelo in Francisto
La chiesa di Sant'Angelo in Francisto o San Michele di Frangesto, chiesa romanica di Monopoli, sita in contrada Tortorella, è quanto resta di un monastero benedettino fondato dalla badessa Agnese e del circostante abitato.

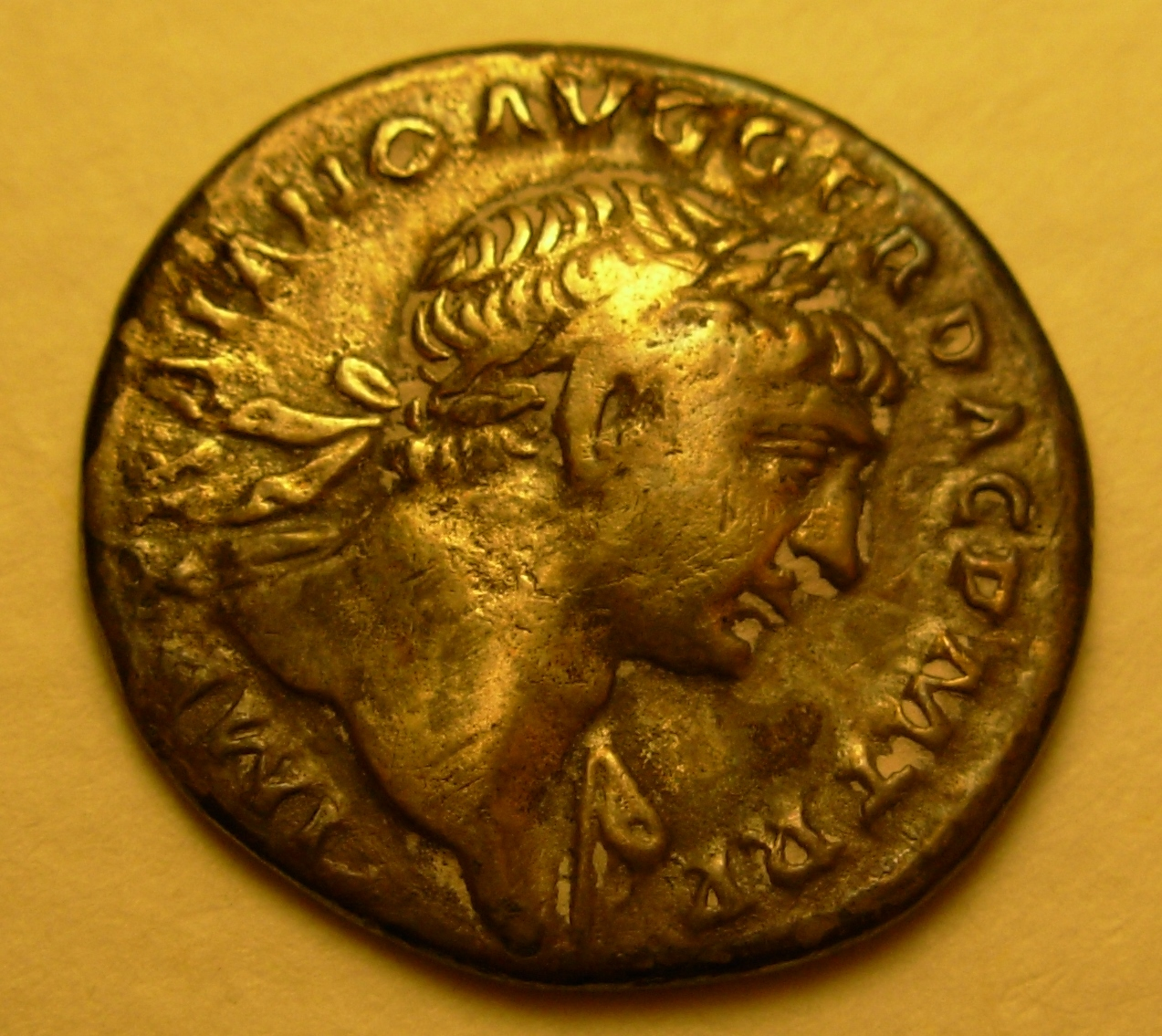
Moneta d'argento di Traiano (dagli scavi dei primi del 1900)

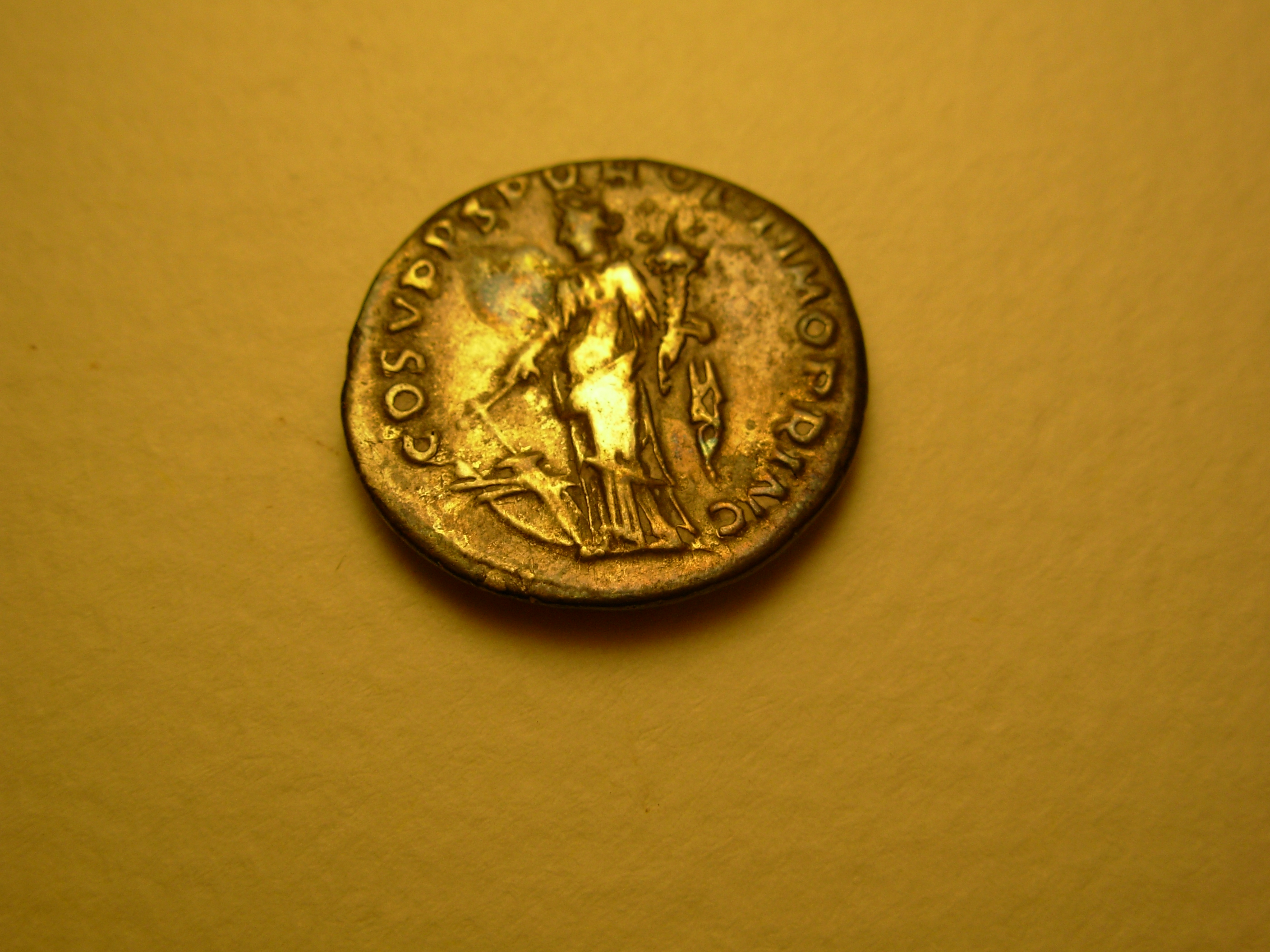
Retro della moneta d'argento di Traiano (dagli scavi dei primi del 1900)

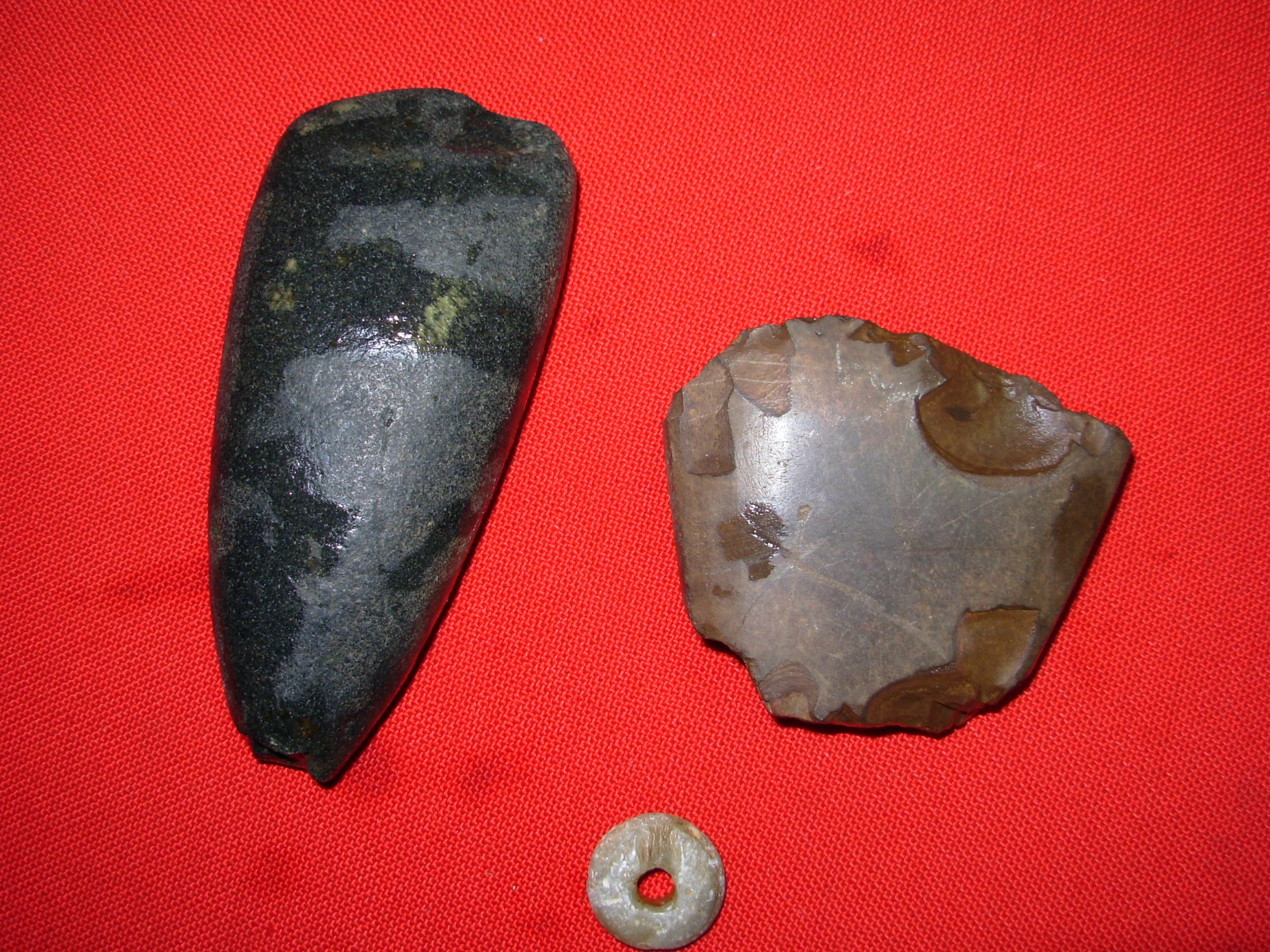
Ascia neolitica intatta e frammento di ascia,(dagli scavi dei primi del 1900)

## Il casale circostante e gli scavi archeologici
Le rovine dell'antico casale di Francisto, che si estendeva tutto intorno alla chiesa, ha restituito molto materiale archeologico tra la fine del XIX secolo e l'inizio del XX. Da scavi archeologici sistematici, effettuati nell'estate del 2007 dall'Università di Bari (prof.ssa Gioia Bertelli) è emerso come la chiesa facesse parte di un complesso monastico posto al centro dell'antichissimo villaggio (casale), abitato senza interruzioni sin dal neolitico, per tutta l'epoca romana ed il medioevo, fino ai primi dell'anno Mille, quando fu spopolato e completamente distrutto, nel giugno del 1042 dal generale bizantino Giorgio Maniace.
Le rovine del casale furono in gran parte riutilizzate negli anni 50 del secolo scorso per la realizzazione della massicciata della strada "Francisto Mare". Dell'antico abitato attualmente non rimangono che i resti murari di un edificio a nord della chiesa e una torre altomedievale a sud-ovest della stessa, di proprietà del Regio Demanio borbonico fino all'unità d'Italia.
Gli scavi hanno individuato in aderenza all'attuale chiesa, nella zona nord-est una piccola necropoli, le fondazioni di un ambiente altomedievale con resti di raffinata pavimentazione e di un'abside trilobata, nella zona sud-ovest fondazioni della parte abitativa dell'antico monastero, in corrispondenza della facciata è stata scoperta l'imboccatura ottagonale di un ambiente sotterraneo pieno di detriti lapidei.

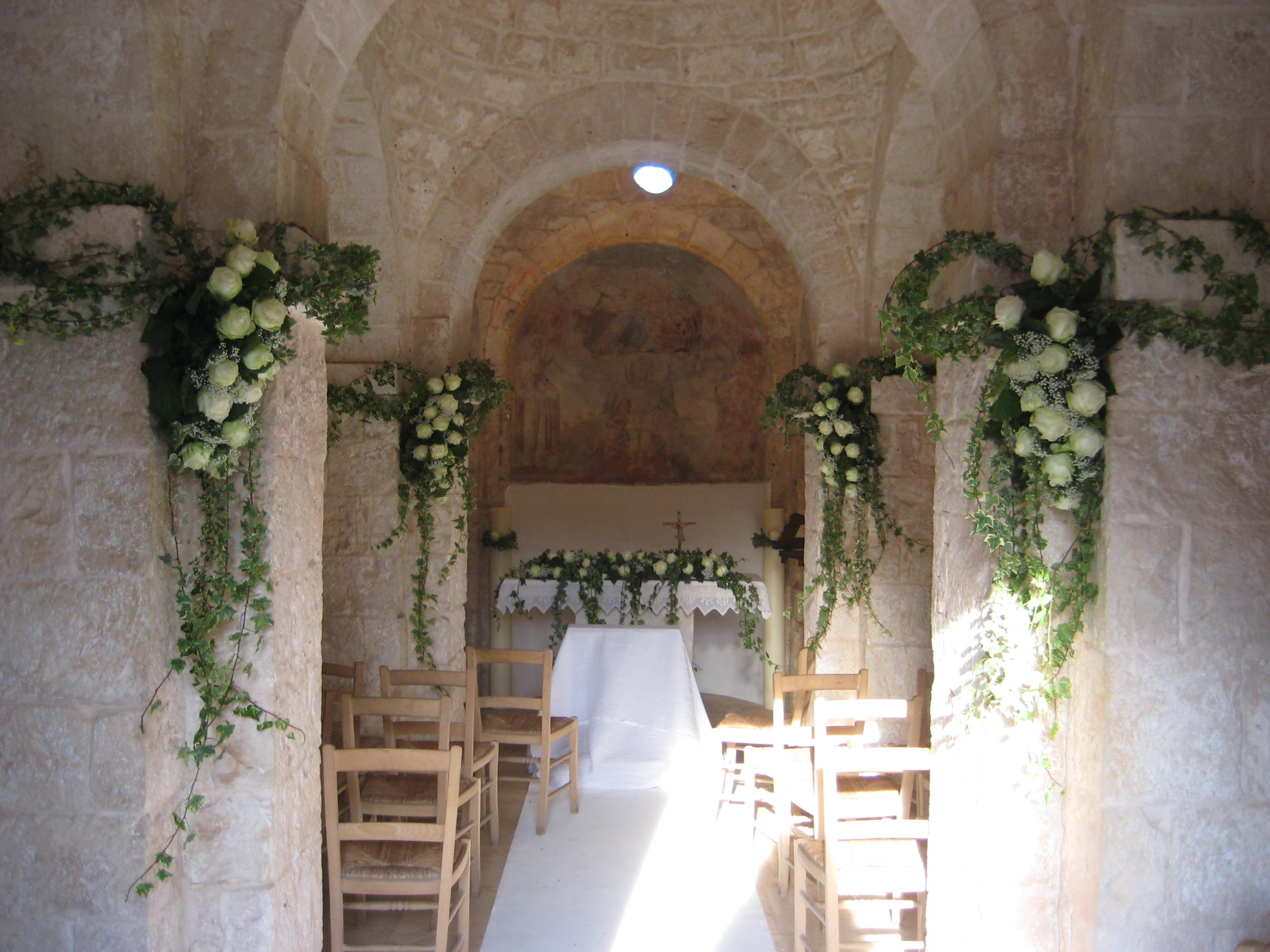
Interno chiesa di Sant'Angelo in Francisto detta anche San Michele ai monti

## L'edificio
La struttura, gli spazi interni e la decorazione avvicinano questa chiesa a quelle dell'Ordine benedettino dell'XI secolo.
La chiesa risale all'XI secolo, è a tre navate, tre absidi e tre cupole in asse, gravemente danneggiata con il saccheggio del 1042, fu parzialmente riedificata nella prima metà del XII secolo, con la ricostruzione della cupola di ingresso, con la realizzazione di due tombe ad arcosolio sulla facciata interna, la ricostruzione della volta della navata laterale destra e la realizzazione di affreschi. Nel XVIII secolo fu affrescata l'abside centrale con la rappresentazione della Madonna della Madia tra San Nicola e Sam Vito. Alla fine del XVIII secolo, tra il 1777-1779, la chiesa esisteva ancora, come attestato dalla "Cronaca Indelliana" capo VI, capitolo 18: "la Chiesa di S.Angelo di Francesto, e propriamente deve dirsi Frangestro, come si è testé notato, esiste già...". Alla fine del XIX secolo il sacro edificio era però abbandonato e in cattive condizioni; il capitano Pietro Capitanio, proprietario della chiesa e dei terreni circostanti, eseguì alcuni restauri e riaprì la chiesa al culto. In quell'occasione furono modificate le pendenze delle coperture, aggiunto un piccolo campanile a vela e sostituito il portale d'ingresso.

## La Badessa Agnese
La ricostruzione romanica della chiesa risale alla metà del XII secolo. La chiesa di Sant'Angelo in Frangesto è citata, insieme ad altre chiese di Monopoli, nella Bolla pontificia del 1180 di Papa Alessandro III al Vescovo di Monopoli Stefano. Il monastero e la chiesa furono riedificati, sulle rovine del precedente edificio a spese e sul terreno di proprietà della famiglia della Badessa Agnese, con l'autorizzazione del Vescovo di Monopoli Michele in cattedra tra il 1144 e il 1176. Nel 1181 la Badessa Agnese rivolge una supplica al Vescovo di Monopoli Stefano, successore di Michele, per la riconferma del titolo di Badessa del monastero e della Chiesa di S. Angelo di Frangestro ed inoltre per la riconsegna alla Diocesi della Chiesa di S. Ilario ormai in rovina. La trascrizione del documento è interamente riportata nella Cronaca Indelliana, conservata presso l'Archivio Unico Diocesano di Monopoli. La supplica fu accolta e la Badessa Agnese fu confermata "vita sua durante" Badessa del Monastero di S. Angelo di Frangestro.

## Fonti storiche
- Bolla pontificia del 1180 di papa Alessandro III al vescovo di Monopoli Stefano, la chiesa di Sant'Angelo di Frangestro è citata, insieme ad altre chiese di Monopoli.
- Bolla del vescovo di Monopoli Stefano del 1181 conservata nella raccolta di manoscritti dell'Archivio Unico Diocesano presso la Biblioteca Vescovile
- Divisione dei beni con vendita dei diritti ereditari per atto pubblico n. 292 di repertorio del 4 agosto 1818 dell'archivio della famiglia Martinelli

## Galleria d'immagini

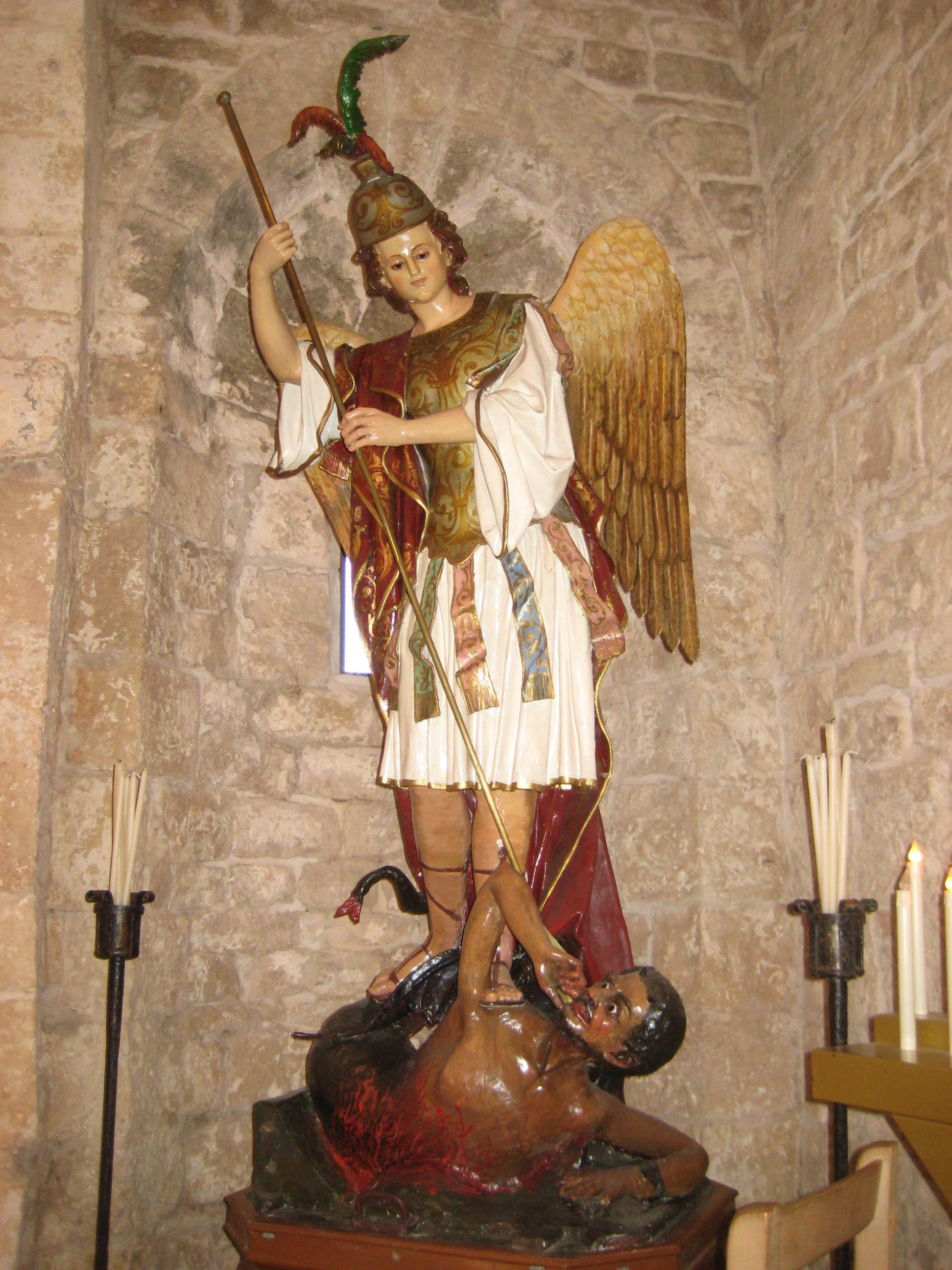
Statua in carta pesta di San Michele secolo XIX
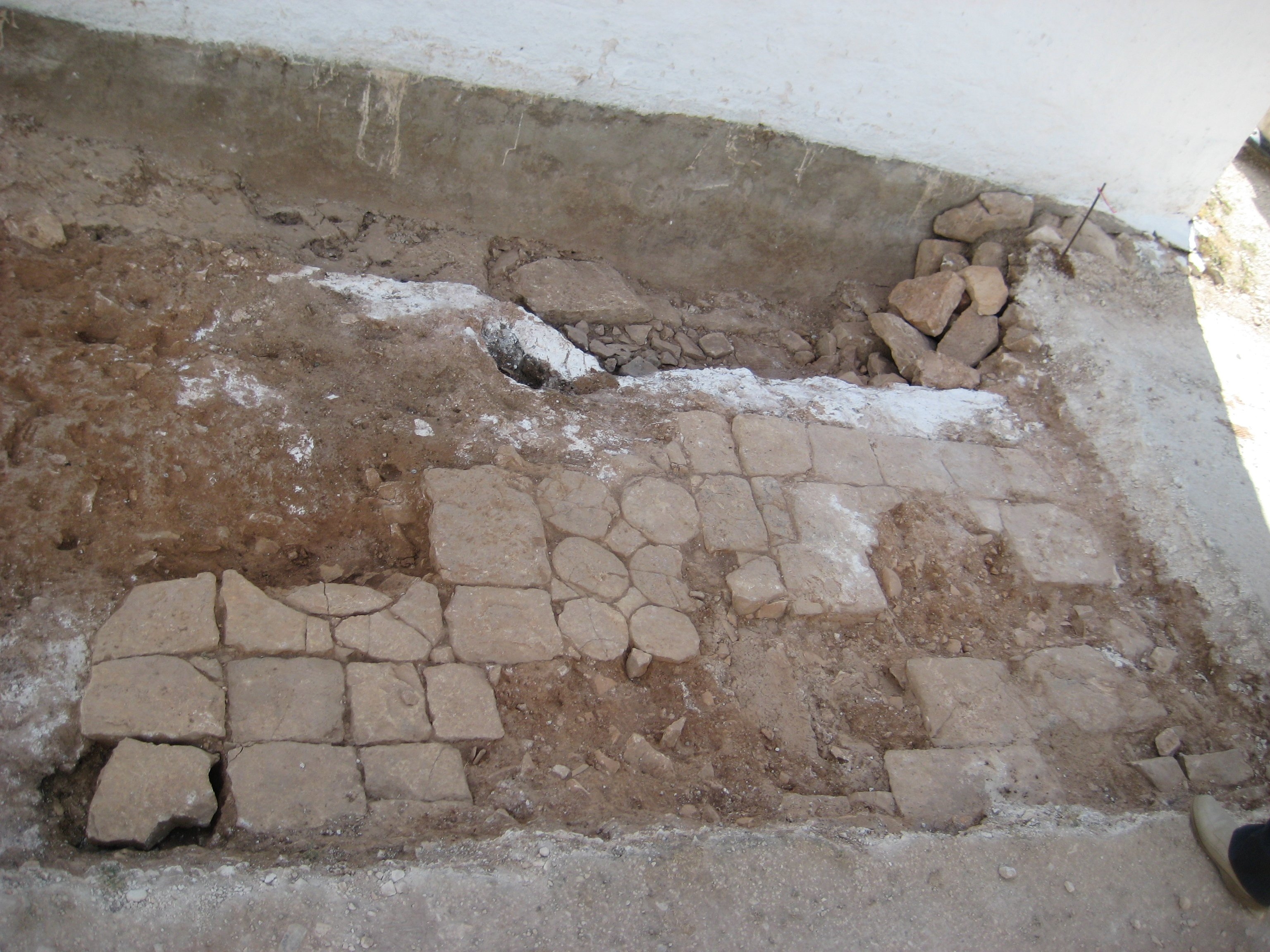
scavo archeologico del settembre 2007: resti di pavimentazione tardo antica appartenente ad un ambiente con il quale la chiesa del XII secolo era in comunicazione
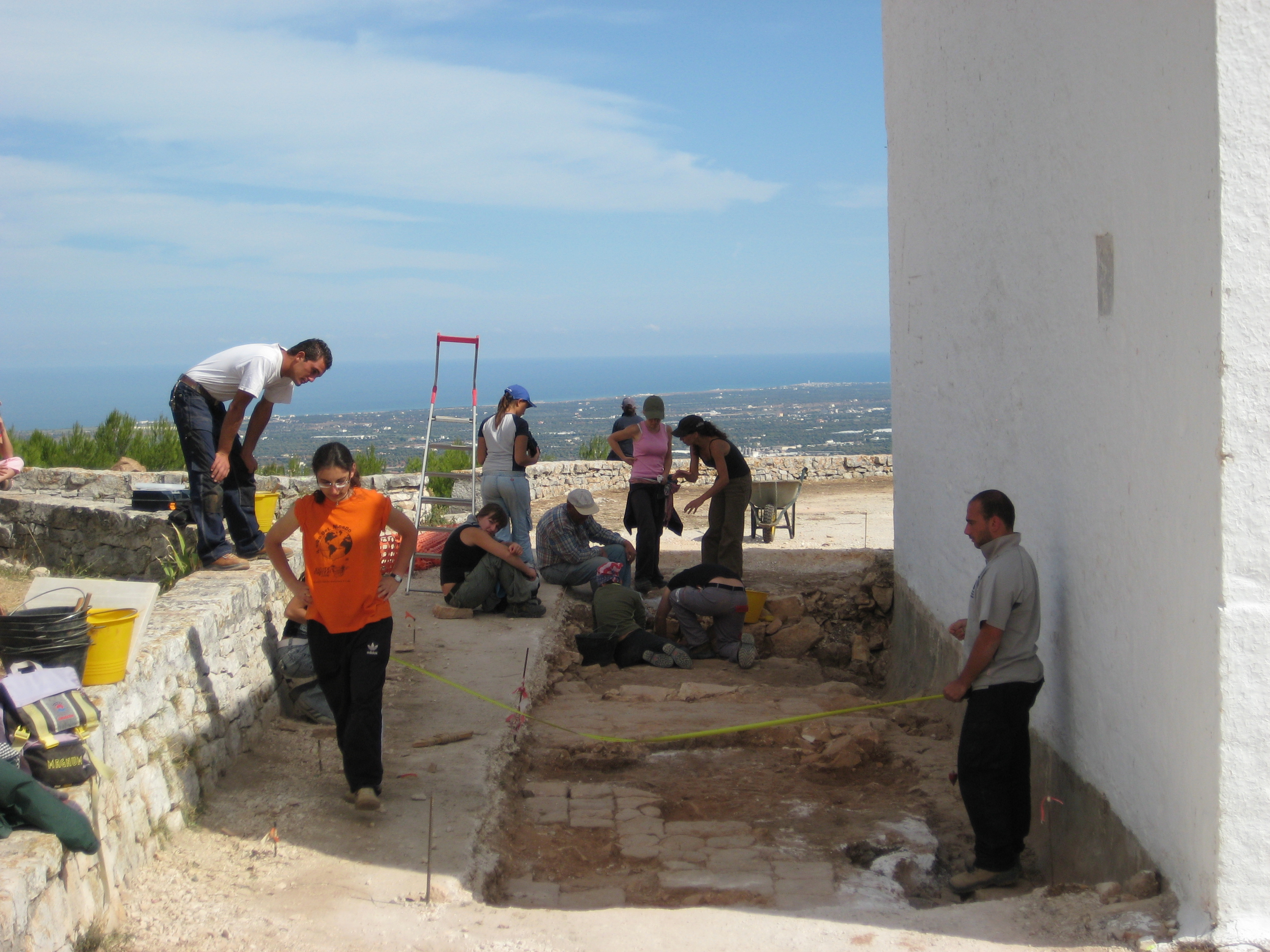
scavo archeologico del settembre 2007: Vista generale dell'ambiente tardo antico adiacente all'attuale chiesa.
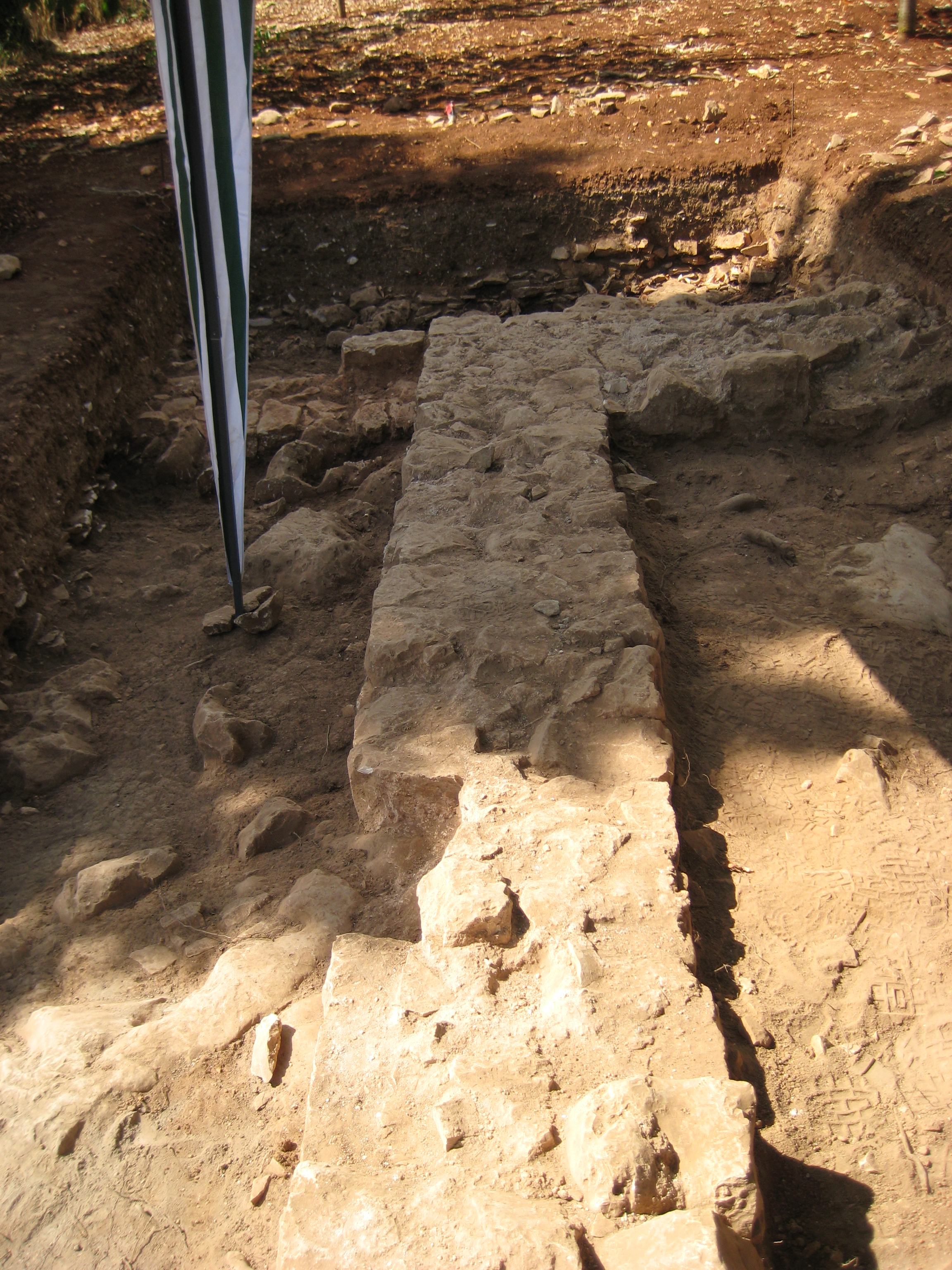
scavo archeologico del settembre 2007: fondazioni e murature di abitazione medievale XI-XII secolo appartenente al villaggio di S.Angelo in Frangesto (Francisto)
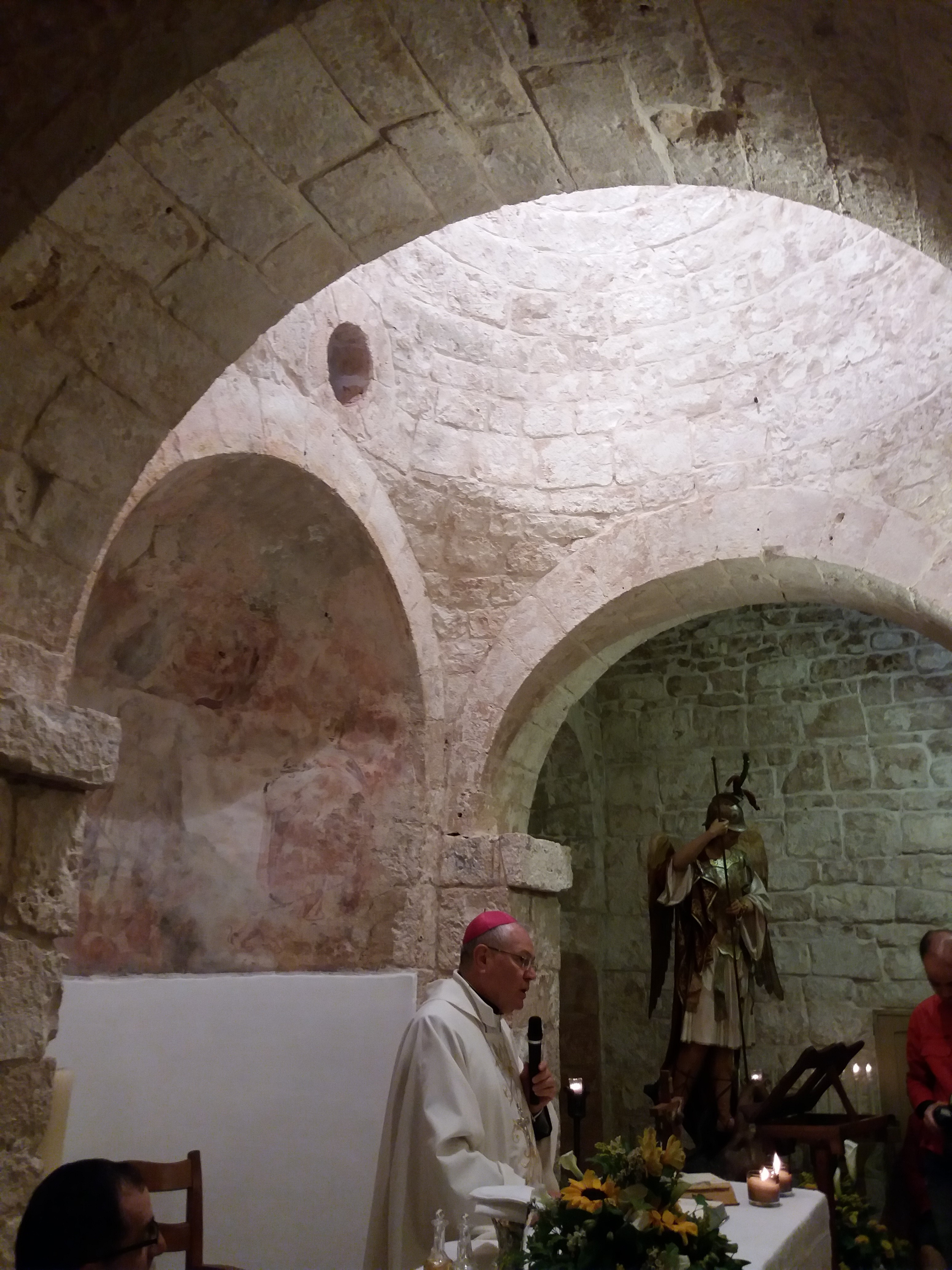
La sera dell'otto maggio 2017 il Vescovo di Monopoli, Mons. Giuseppe Favale, celebra nella chiesa di S.Angelo in Frangesto (Francisto)